# New York Film Critics Circle Awards 1963
La 29ª edizione della cerimonia dei New York Film Critics Circle Awards, annunciata il 30 dicembre 1963, si è tenuta il 18 gennaio 1964 ed ha premiato i migliori film usciti nel corso del 1963.

## Vincitori

### Miglior film
- Tom Jones, regia di Tony Richardson

### Miglior regista
- Tony Richardson - Tom Jones

### Miglior attore protagonista
- Albert Finney - Tom Jones

### Miglior attrice protagonista
- Patricia Neal - Hud il selvaggio (Hud)

### Miglior sceneggiatura
- Irving Ravetch ed Harriet Frank Jr. - Hud il selvaggio (Hud)

### Miglior film in lingua straniera
- 8½, regia di Federico Fellini • Italia